# Jaime Lopresti Travanic
Jaime Lopresti Travanic (Vancouver, Kanada, 27. siječnja 1974.) je čilski nogometaš hrvatskog podrijetla. Igra u obrani i kao obrambeni vezni. 
Igrao je za Edmonton Aviators u A ligi koja obuhvaća Kanadu, SAD i Portoriko. Prije je igrao u matičnom Čileu za velike momčadi kao što su Universidad Catolica, Unión Española, Colo-Colo, Coquimbo Unido i Municipal Iquique. Osvojio je dva državna prvenstva. Odigrao je jednu utakmicu za Čile. 

## Vanjske poveznice
- Player History